# Back to the Future (serie animada)
Back to the Future: The Animated Series (Regreso al Futuro en España y Volver al futuro en Hispanoamérica) es una serie animada basada en la trilogía de películas homónima. La serie se compone de dos temporadas, cada una de 13 episodios, emitidas desde el 14 de septiembre de 1991 al 26 de diciembre de 1992.

## Premisa
Tras la conclusión de Back to the Future Part III, "Doc" Emett Brown se ha asentado en Hill Valley en 1991 con su esposa Clara y sus hijos Julio y Verne junto al perro Einstein. Al igual que en las películas, la serie trata sobre el viaje a través del tiempo con un DeLorean, reemplazando al anterior vehículo destruido al final de la trilogía. A diferencia de la película, los personajes viajan por el tiempo usando una locomotora inventada al final de la tercera parte.
Marty McFly y su novia Jennifer Parker hacen apariciones ocasionales aunque la serie se concentra principalmente en las aventuras de la familia Brown mientras que en las películas la trama giraba en torno a la familia McFly. El villano Biff Tannen también aparece de algún modo. La relación directa entre los McFly y los Tannen se desarrolla en las zonas temporales en paralelo respecto al pasado y al futuro que los viajeros visitan. A diferencia de las películas mientras que en los largometrajes en imagen real la acción sucedía en Hill Valley y alrededores, en la serie la acción lleva a los personajes a lugares exóticos.

## Actores de voz
Mary Steenburgen (Clara) y Thomas F. Wilson (Biff) son los únicos actores procedente de las películas quienes ponen las voces a sus respectivos personajes, Christopher Lloyd (Doc) interpreta al personaje en vida real en el opening y en el ending de cada episodio de la serie. El actor que le presta voz a la adaptación animada del Doc es Dan Castellaneta y David Kaufman pone su voz a Marty McFly. Además, Bill Nye hace experimentos científicos durante el final de la secuencia en imagen real.

## Reparto

#### Familia Brown
- Christopher Lloyd ... Emmett Brown (secuencias en imagen real)
- Dan Castellaneta ... Emmett Brown
- Mary Steenburgen ... Clara Clayton
- Josh Keaton ... Julio Brown
- Troy Davidson ... Verne Brown
- Danny Mann ... Einstein

#### Familia McFly
- David Kaufman ... Marty McFly
- Cathy Cavadini ... Jennifer Parker

#### Otros personajes
- Thomas F. Wilson ... Biff Tannen (y ancestros)
- Bill Nye ... Él mismo
- Hal Rayle ... Voces adicionales

## Intro
La intro de la primera temporada de la serie es una versión recreada de la canción Back in Time, tema original de Huey Lewis & The News (quienes también interpretaron The Power of Love en la primera película). La intro comienza con Doc sorprendido por la hora que es en su reloj, acto seguido se pone en marcha con el DeLorean. En primer lugar viaja hasta el año 2015 para recoger a Marty McFly (personaje principal de las películas y ahora personaje de apoyo en la serie). A continuación viaja a 1885 para buscar a Clara, y después a Julio y Verne en la prehistoria antes de volver al presente. Una vez todos reunidos se sientan a cenar hasta que se percatan de que falta Einstein (el perro), cuando lo ven, él está a bordo de la locomotora 
del tiempo dirigiéndose a una época desconocida.